# Sedna (mythologie)
Pour les articles homonymes, voir Sedna.
 (août 2015).
Si vous disposez d'ouvrages ou d'articles de référence ou si vous connaissez des sites web de qualité traitant du thème abordé ici, merci de compléter l'article en donnant les références utiles à sa vérifiabilité et en les liant à la section « Notes et références ».
Sedna (en inuktitut : ᓴᓐᓇ (Sanna)) est une déesse légendaire du peuple inuit.

## Autres noms
Sedna est connue sous le nom d'Arnakuagsak ou d'Arnaqquassaaq dans certaines parties du Groenland. Elle s'appelle Sassuma Arnaa (« Mère des profondeurs ») en groenlandais occidental et Nerrivik (« Table », Inuktun) ou Nuliajuk (district de Keewatin, Territoires du Nord-Ouest, Canada). En tant que déesse liée à la chasse en mer, elle est parfois considérée comme l'équivalent voire assimilée à d'autres déesses telles que Arnapkapfaaluk (« la grande mauvaise femme ») chez les Inuits du cuivre de la région du golfe du Couronnement et Takánakapsâluk ou Takannaaluk (à Igloulik). À Killiniq, au Labrador, elle était surnommée « la vieille femme qui vivait dans la mer ».

## Légende

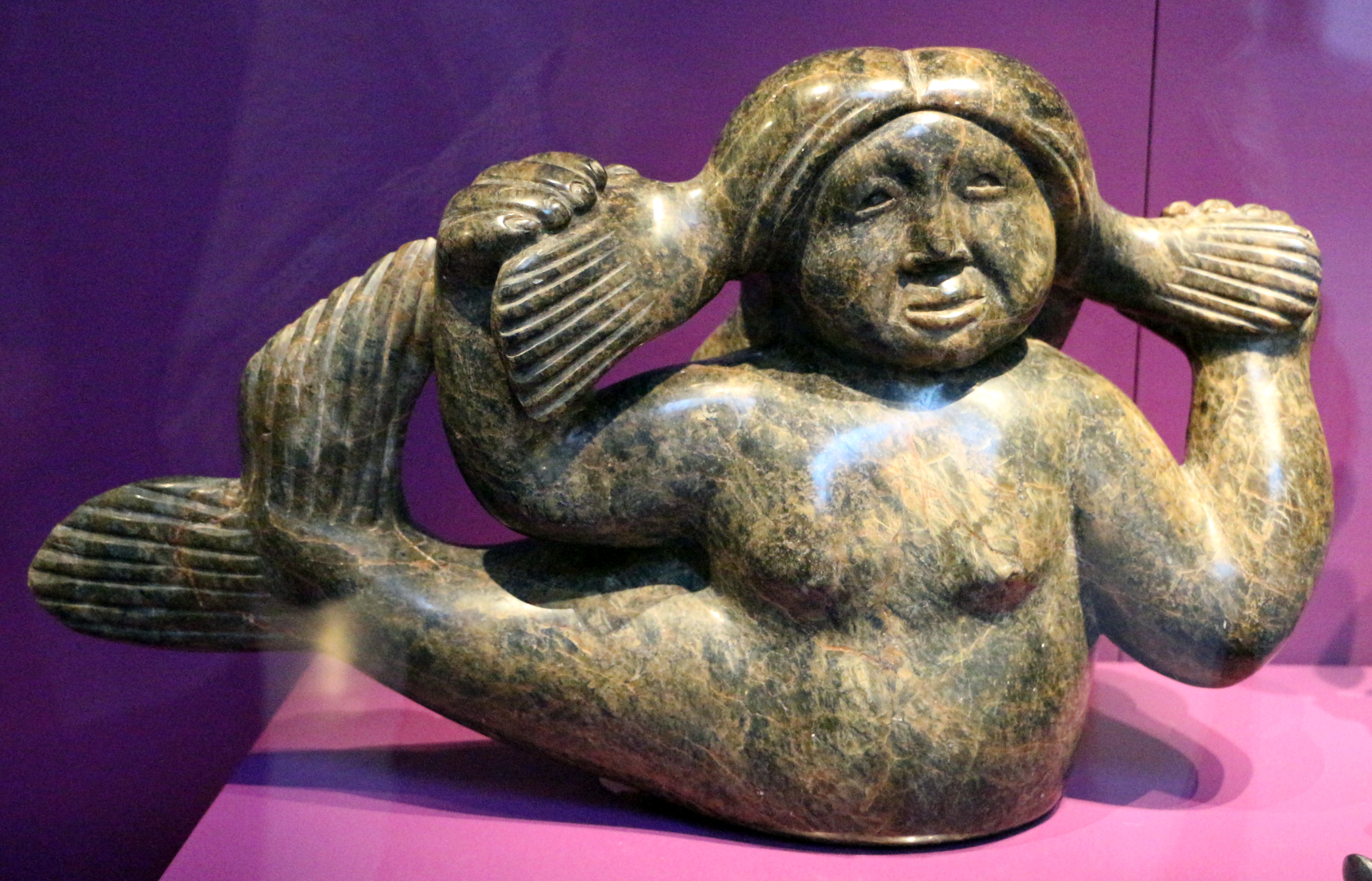
Sculpture de Sedna conservée au Musée national de Finlande.

Elle est encore aujourd'hui une légende très connue des Inuits, dont il existe autant de versions que de villages. Certaines légendes la présentent comme la fille d'une déesse nommée Isarrataitsoq, tandis que d'autres ne mentionnent que son père.
Une jeune fille vivait solitaire avec son père, veuf. Une légende raconte qu'elle a fait le vœu de rester célibataire afin de s'occuper de son pauvre vieux père. Tous les prétendants étaient repoussés et les offres de mariage refusées. Par ruse, elle fut séduite et se maria avec un chaman ou, selon d'autres versions, avec un fulmar, un homme-oiseau ou avec un chien.
Après quelque temps sur son île lointaine, son père entendit des plaintes au-delà de la mer : c'était sa fille qui était maltraitée. Il embarqua alors sur son kayak pour aller la chercher et il reprit la mer avec elle. Voyant Sedna s'enfuir, son mari doté de pouvoirs surnaturels ordonna à la mer de se déchaîner.
Dans d'autres versions, son père, qui se sentait seul, pris son kayak pour rendre visite à sa fille et la trouva dans un état de détresse extrême. C'est en rentrant chez lui le soir que son époux la trouva partie. Enragé et hurlant, l'esprit oiseau monta dans son kayak et se lança à sa poursuite à toute vitesse. À son approche, Sedna tente de se cacher sous des fourrures, mais son mari était tellement en colère que le ciel est devenu noir et que l'océan a commencé à bouillonner.
Voyant la mort arriver, le père sacrifia Sedna en la jetant à la mer, mais celle-ci, s'agrippant au bord, mettait l'embarcation en péril. Le père coupa alors les doigts de sa fille qui devinrent poissons, puis les pouces et les mains qui devinrent phoques, morses, baleines et tous les animaux marins. Sedna coula au fond de l'eau où elle réside encore comme une déesse de la Mer, similaire aux sirènes. Quand la chasse et la pêche ne sont pas bonnes, ou que la mer est démontée, la croyance est que Sedna est en colère car ses cheveux sont emmêlés et, n'ayant plus de mains, elle ne peut pas les peigner. C'est alors que les chamans, par leur magie, réussissent à peigner Sedna et ainsi obtiennent le succès dans la recherche de proies ou restaurent le calme des éléments.
Cette légende fait en sorte que les chasseurs vivent dans l'obligation de traiter la mer et les femmes avec respect.

## Évocation moderne

### Astronomie
L'objet transneptunien extrême (90377) Sedna porte son nom.

### Dans la culture populaire
- Sedna apparait sur une des cartes du jeu de cartes à collectionner Deus paru en 1996, il s'agit plus précisément de la carte 157 Sedna dans la série des Eskimaux[5].
- Elle apparaît également dans la série Dead boy detectives, son histoire est racontée par le personnage « Tragic Mick » qui l’a connue quand il était un phoque, avant d’être transformé en humain.

### Musées
Le musée des Confluences expose une statue de Sedna.

## Sources
- (en) Marijane Osborn, Romancing the Goddess: Three Middle English Romances about Women, University of Illinois Press, 1998 (ISBN 0-252-06655-3, lire en ligne)
- (en) Katrine Tchana, Changing Woman and her Sisters: Stories of Goddesses from Around the World, Holiday House, 2006 (ISBN 978-0-8234-1999-9)
- (en) John George Moss, Echoing Silence: Essays on Arctic Narrative, University of Ottawa Press, 1997 (ISBN 0-7766-0441-4, lire en ligne)
- (en) Tamra Andrews, Dictionary of Nature Myths: Legends of the Earth, Sea, and Sky, Oxford University Press, 2000 (ISBN 0-19-513677-2, lire en ligne)